# Marie-Louis Desazars de Montgailhard

Armes de la famille Desazars de Montgailhard

Marie-Louis Desazars de Montgailhard ou Guy Desazars de Montgailhard est un magistrat et historien français, né le 16 mai 1837 à Toulouse (ou à Avignonet-Lauragais) et mort le 8 janvier 1927 au château de Montgailhard à Avignonet-Lauragais.
Il a aussi publié sous le pseudonyme de Junius Mémor.

## Biographie
Marie-Louis Desazars de Montgailhard est le fils de Jacques François Léon Desazars de Montgailhard (1800-1869) et de Yolande Marie Jeanne Eudoxie d'Holier, petit-fils de Guillaume Joseph Desazars (1757-1831) fait baron d'Empire, en 1810.
Magistrat au tribunal de Toulouse, issu d'une ancienne famille de Toulouse qui compta un capitoul et un conseiller au parlement de Toulouse, membre de l'Académie des sciences, inscriptions et belles-lettres de Toulouse dont il a été directeur en 1908 puis président jusqu'en 1910, majoral du Félibrige en 1903, chevalier de l'ordre de Charles III d'Espagne, il fut directeur de la revue des Pyrénées. Il était mainteneur de l'Académie des Jeux floraux de Toulouse depuis 1897.
Il a été maire d'Avignonnet de 1884 à 1887, puis de 1892 à 1927. Il y a construit la fontaine du Barry. Il inaugure le 2 novembre 1919 le monument aux morts d'Avignonnet.
Il a présidé l’école félibréenne Escòla Occitana fondée le 6 juillet 1919 dont l'organe est la revue Lo Gai Saber avec comme membres du premier comité de rédaction Prosper Estieu, Joseph Anglade, Antonin Perbosc, Jean Rozès de Brousse et Armand Praviel.

## Famille
- Guillaume Joseph Desazars (1757-1831) fait baron d'Empire, en 1810
  - Jacques François Léon Desazars de Montgailhard (1800-1869) marié le 26 mai 1836 avec Yolande Marie Jeanne Eudoxie d'Holier, 
    - Marie Louis Desazars de Montgailhard, marié le 26 novembre 1872 avec Marie Alexandrine Telcide Augustine Duplan, 
      - Charles Marie Guillaume, dit Guy, Desazars de Montgailhard, né le 13 octobre 1873, maitre ès Jeux floraux.

## Armes
- Coupé : au I, parti d'azur à un roc d'argent, et du quartier des barons présidents ou procureurs généraux en Cour impériale ; au II, d'or à un navire de sable voguant sur une mer de sinople ; sur le tout, d'azur à la croix d'or cantonnée de quatre dés d'argent, portant tous quatre le point un[7].

La famille Desazars de Montgailhard fut anoblie par le capitoulat de Toulouse en 1753. Ils furent créés baron d'Empire en 1810, titre confirmé en 1864.

## Principaux ouvrages
- La réforme judiciaire par l'extension de la compétence des juges de paix. Étude critique, Paris : Ernest Thorin, 1882.
- Le vieux Toulouse disparu, Toulouse, A. Chauvin et fils, 1885 [(lire en ligne).
- La vieille cathédrale d'Albi, Albi : impr. G.-M. Nouguies, 1890.
- L'art paradoxal, Toulouse : académie des sciences, inscriptions et belles-lettres, 1895.
- Académie des Jeux Floraux : remerciement et discours de réception de M. le Baron Desazars de Montgailhard, élu mainteneur, et réponse de M. J. de Lahondès, modérateur, prononcés le 14 mars 1897.
- Un thermidorien oublié : le conventionnel Calès par Junius Mémor [Desazars de Montgaillard], Albi : impr. Nouguies, 1908.
- La famille Crozat, extrait de la Revue des Pyrénées, 1907 et 1908), Toulouse, Imprimerie et librairie Édouard Privat, 1908, 112p. (lire en ligne)
- La Renaissance languedocienne et l'évolution occitane, Extrait de la Revue des Pyrénées.
- La querelle des Capitouls et de l'Académie des Jeux-Floraux au sujet de la statue de Clémence Isaure, Toulouse : Impr. Douladoure-Privat.
- Rapports annuels sur les concours des Jeux floraux en langue d'Oc, Toulouse : E. Privat, 1897-1925.
- Histoire de l'Académie des Sciences de Toulouse. Le Musée - Le Lycée - L'Athénée 1784-1807, Toulouse : Imprimerie Douladoure-Privat, 1908 (lire en ligne).
- Éloge d'Ernest Roschach, sa vie et ses œuvres, 1837-1909, Toulouse, Imprimerie Douladoure-Privat, 1911.
- Les origines de la langue romane et ses diverses appellations, Toulouse : Impr. Douladoure-Privat, 1914.
- « Les Avatars biographiques et iconographiques de Clémence Isaure », dans Mémoires de l'Académie des sciences, inscriptions et belles-lettres de Toulouse, 1915, p. 203-457 (lire en ligne)
- Toulouse la morte, nouvelles recherches sur ses débuts, Toulouse : Imprimerie Douladoure, 1918.
- Les artistes toulousains et l'art à Toulouse au XIXe siècle, Toulouse, Librairie-Marqueste/E.-H. Guitard, 1924 (lire en ligne)

### Bulletins et mémoires de laSociété archéologique du Midi de la France
- « Les évêques d'Albi aux XIIe et XIIIe siècles. Origines et progrès de leur puissance temporelle et de leurs revenus ecclésiastiques », dans Mémoires de la Société archéologique du Midi de la France, 1880-1882, tome 12, p. 305-388 (lire en ligne)
- « La conspiration de Gondovald (Récit des temps mérovingiens dans la Gaule méridionale) », dans Mémoires de la Société archéologique du Midi de la France, 1886-1889, tome 14, p. 104-152, 259-282, 353-416 (lire en ligne)
- « L'art à Toulouse. Vendages de Malapeire et la chapelle de Notre-Dame du Mont-Carmel (1671-1692) », dans Mémoires de la Société archéologique du Midi de la France, 1908, tome 15, p. 123-160(lire en ligne), plan de la chapelle du Mont-Carmel et de l'église des Grands Carmes à Toulouse
- « Les miniatures du Capitole, XIIIe et XIVe siècles », dans Bulletin de la Société archéologique du Midi de la France, 1905-1906, p. 71-75 (lire en ligne)
- « Le tableau de Seysses, un coin du vieux Toulouse », dans Bulletin de la Société archéologique du Midi de la France, 1905-1906, p. 414-418 (lire en ligne), reproduction du tableau
- « L'Art à Toulouse. Les Salons de peinture au XVIIIe siècle », dans Mémoires de la Société archéologique du Midi de la France, 1908, tome 16, p. 103-165 (lire en ligne)
- « L'art de la ferronnerie martelée à Toulouse », dans Mémoires de la Société archéologique du Midi de la France, 1908, tome 16, p. 289-315 (lire en ligne)
- « La façade actuelle de l'Hôtel de ville de Toulouse », dans Mémoires de la Société archéologique du Midi de la France, 1919, tome 17, p. 41-58 (lire en ligne)

### Sous le pseudonyme de Junius Mémor
- Napoléon Ier à Toulouse, Toulouse, Bureaux de la Souveraineté du Peuple, 1888, 112p. (lire en ligne)